# Реао

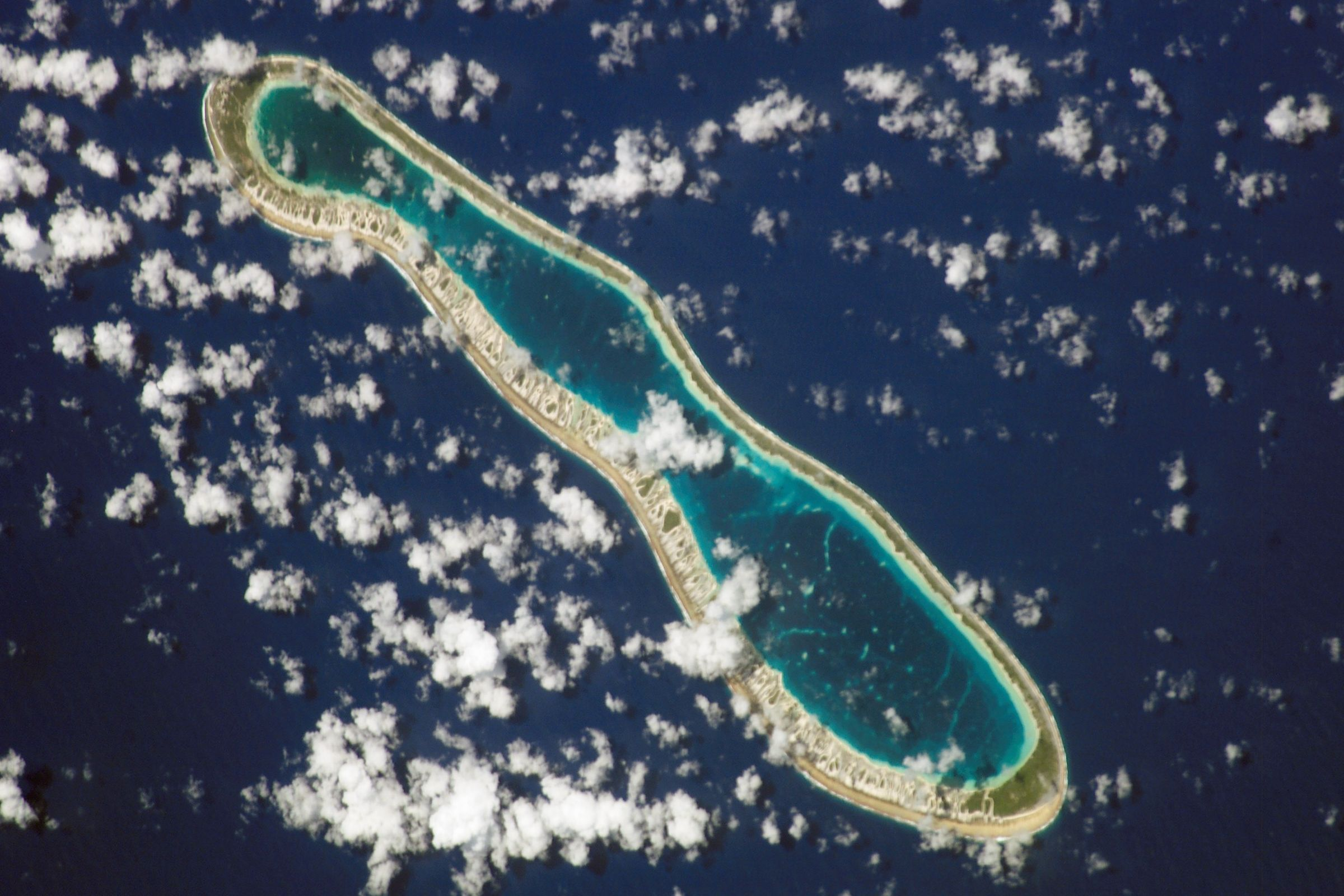
Космический снимок атолла

Реао (фр. Reao) — атолл в восточной части архипелага Туамоту (Французская Полинезия) примерно в 1350 км от Таити.

## География
В центре расположена лагуна, со всех сторон окружённая сушей.

## История
Заселение Реао относится к 1 веку н.э. Об этом свидетельствуют многочисленные древние сооружения, построенные полинезийцами. Остров был открыт французским путешественником Л. И. Дюперре в 1822 году. К середине XIX века относится христианизация местных жителей католическими миссионерами с острова Мангарева.

## Административное деление
Острова Реао и Пукаруа образуют коммуну Реао, которая входит в состав административного подразделения Туамоту-Гамбье.
| Остров или риф | Площадь суши, км² | Площадь лагуны, км² | Население, чел. (2007) | Административный центр |
| -------------- | ----------------- | ------------------- | ---------------------- | ---------------------- |
| Реао           | 9                 | 34                  | 360                    | Рапуарава              |
| Пукаруа        | 7                 | 23                  | 207                    | Мараутагароа           |
| Коммуна Реао   | 16                | 57                  | 567                    | Рапуарава              |

## Население
В 2007 году численность населения Реао составляла 360 человека. Главное поселение — деревня Рапуарава. На острове действует аэродром. Реао — административный центр округа, включающего также атолл Пукаруа. Основное занятие местных жителей — производство копры.